# Carex infossa
Espèce
Classification phylogénétique
Carex infossa est une espèce des plantes du genre Carex et de la famille des Cyperaceae.